# Praia Grande, Kap Verde
Praia Grande är en strand i Kap Verde.   Den ligger i kommunen Concelho de São Vicente, i den nordvästra delen av landet, 260 km nordväst om huvudstaden Praia. Praia Grande ligger på ön São Vicente.